# Peposaca réce
A peposaca réce, más néven peposzaka réce (Netta peposaca) a lúdalakúak rendjébe, ezen belül a récefélék (Anatidae) családjába tartozó faj.
Az Eurázsiában elterjedt üstökösréce (Netta rufina) legközelebbi rokonfaja, annak dél-amerikai megfelelője.

## Előfordulása
A faj Dél-Amerikában őshonos. Elterjedési területe Brazília déli részétől a Tűzföldig tart. Elsősorban Argentína északi és középső vidékein és Uruguayban vannak nagy állományai, ahol az egyik leggyakoribb récefajnak számít. Vonuló faj, az elterjedési terület déli részén költő madarak a télen északabbra vonulnak. A délen költő madarak fő telelőterülete a brazíliai Rio Grande do Sul állam mocsaras területein van. Itt a téli időszakban a leggyakoribb récefaj, de nyáron csak elvétve mutatkozik.
A faj fő élőhelyei a síkvidékeken található apróbb tavak és mocsarak. A mezőgazdasági vidékeken a faj sok helyütt előfordul a víztározók környékén is.

## Megjelenése
Mérete megegyezik a közeli rokon üstökösréce méreteivel.
Testhossza 53–57 centiméter, szárnyfesztávolsága 84–88 centiméter, testtömege pedig 900–1400 gramm. A tojó valamivel kisebb, mint a hím.
A fajnál – mint az úszó és bukórécék többségénél – erősen fejlett ivari kétalakúság figyelhető meg.
A hím tollazata egész évben ugyanolyan, nincs szezonális nászruhája és nyugalmi ruhája. Feje, nyaka és melle fénylő fekete színű, sokszor ibolyás fénnyel. Háta szintén fekete, de világos színű (fehér vagy szürke) futtatással, így összességében világosabbnak tűnik, mint a fej és nyak. Hasa finoman vonalkázott fekete-fehér színű. Alsó farokfedőtollai fehérek, szárnyevezőtollai sötétbarnák, sötét hegyük zöldesnek tűnik. Alsó szárnytollai fehérek.
Erős csőre piros, rajta jókora bütyök figyelhető meg. Lábai sárgák.
A tojó tollazata, mint a legtöbb récéé sokkal jellegtelenebb, vörösesbarna színű. Hát és faroktollai kicsit sötétebbek, torka világosabb. Melle egészen sötétbarna, míg hasa világosbarna színű. Mint a hímnél az alsó szárnyfedőtollak a tojónál is fehérek.
Csőre szürkéskék. A bütykük nem olyan kifejezett, mint a hímeké, de azért jól kivehető.
|  |

## Életmódja
A faj életmódja hasonló, mint a rokon üstökösréce életmódja.
Elsősorban növényevő. Táplálékszerző magatartása az ún. úszórécék (úszva, esetleg fejüket a víz alá merítve táplálkoznak) és a bukórécék (teljes testükkel a víz alá merülve, a fenékről táplálkoznak) jellegzetességeit egyaránt mutatja. Rendszerint a sekély vízben, szegélyekben legeli a vízinövényzetet vagy az elszaporodó algákat, de előfordul, hogy víz alá bukva szerzi vízinövényekből, magvakból álló táplálékát. Elkapja az ebihalat és a vízirovarokat is.

## Szaporodása
A faj szaporodási szokásai nem teljes mértékben ismertek, az információk nagy része fogságban tartott madaraktól származik.
A faj költési időszaka a dél-amerikai kora tavaszi időszakban, októbertől decemberig tart.
Fészkelőhelyül apró, elhagyatott tavakat vagy mocsarakat választ előszeretettel.
A fészket főleg a tojó építi vízparthoz közeli szigeteken, töltéseken, esetleg sekély vizű part menti nádasokban. A fészekalj 10-12 zöldesszürke tojásból áll, költési idő 26-28 nap. Kirepülési idő 40-45 nap. Amint az a réceféléknél aránylag gyakran előfordul a tojók gyakran vezetnek más fajhoz tartozó fiókákat és szintén gyakran megfigyelhetőek peposaca réce fiókák más récefajok fiókái között.
Ennek oka, hogy a tojók a tojásrakás időszakában előszeretettel tojnak bele egy vagy több tojást más (esetleg más fajú) tojók fészkébe. Ez a viselkedés a saját maga által kotlott fészekalj esetleges pusztulása esetén is biztosíthatja néhány saját genetikai állományú fióka felnevelkedését.
Mindezek mellett a faj a térségben honos kakukkréce (Heteronetta atricapilla) leggyakoribb dajkamadara. Ez a faj tökélyre fejlesztette a réceféléknél sokfelé meglevő fakultatív fészekparazitizmust és az egyetlen valódi, obligát fészekparazita fajjá vált a récefélék közül. Tojásait kizárólag más récék fészkeibe tojja és kikelés után azok fiókáival tart és azokkal nevelődik fel a fióka.

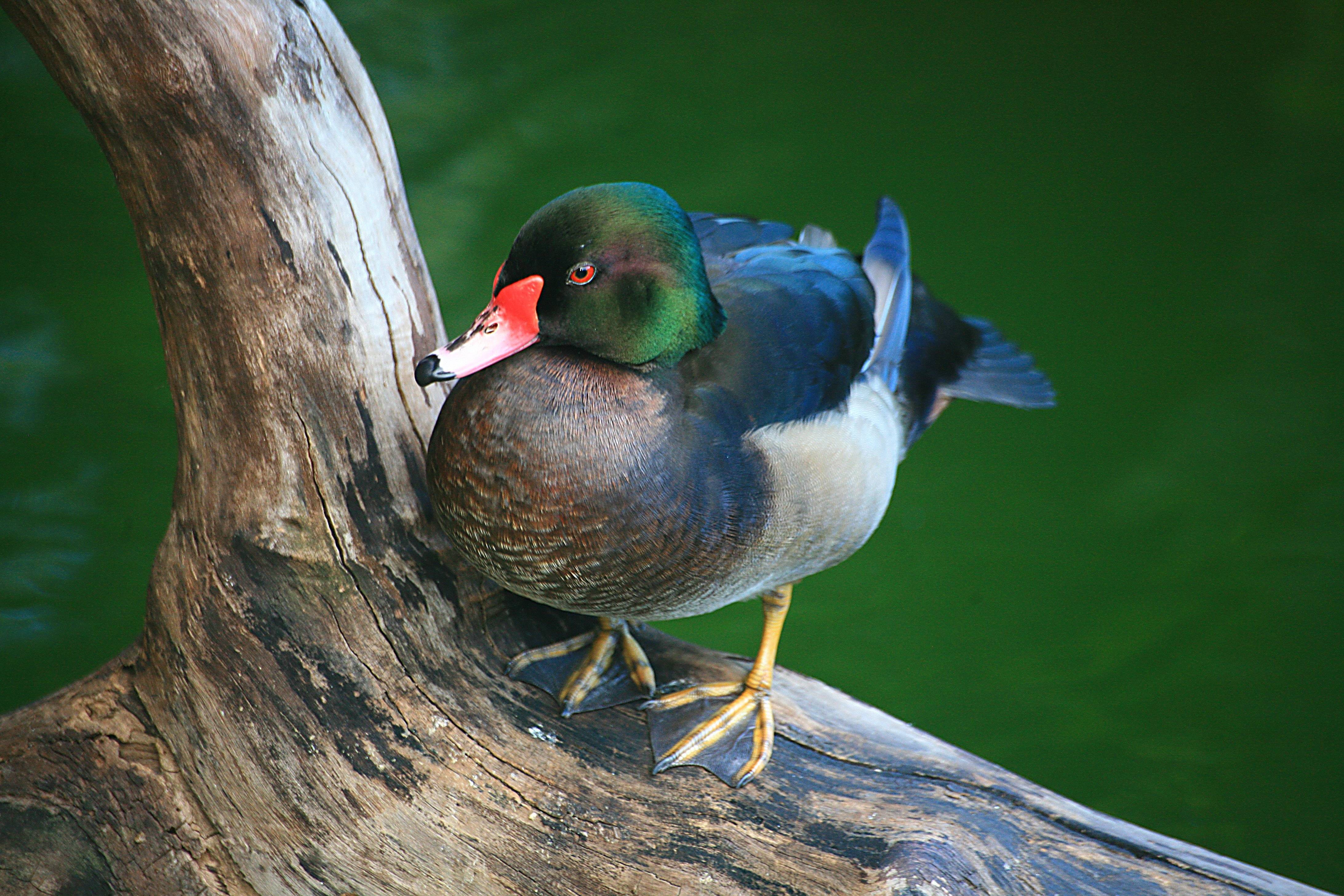
Mint oly sok réce, a peposaca réce is jól kereszteződik más récefajokkal. A képen egy fogságban keletkezett hibrid hím egyed látható, mely egy peposaca réce és egy karolinai réce (Aix sponsa) nászából származik.

## Fordítás
- Ez a szócikk részben vagy egészben  a   Peposakaente című német Wikipédia-szócikk ezen változatának fordításán alapul.  Az eredeti cikk szerkesztőit annak laptörténete sorolja fel. Ez a jelzés csupán a megfogalmazás eredetét és a szerzői jogokat jelzi, nem szolgál a cikkben szereplő információk forrásmegjelöléseként.